# USA3000 Airlines
USA3000 Airlines is een voormalige Amerikaanse luchtvaartmaatschappij die naar verschillende vakantiebestemmingen binnen en buiten de VS vloog, waaronder Bermuda, Mexico, Jamaica en de Dominicaanse Republiek. De luchtvaartmaatschappij stond in 2008 op de negende plaats in een lijst van de tien beste binnenlandse luchtvaartmaatschappijen samengesteld door lezers van het tijdschrift Condé Nast Traveler. In Travel + Leisure stond USA3000 in 2008 op de 8e plaats in een lijst van de 10 beste binnenlandse luchtvaartmaatschappijen.
USA3000 Airlines had een vloot van negen Airbus A320-200-toestellen, waarvan zeven nieuwe toestellen en twee die zijn overgenomen van de Italiaanse luchtvaartmaatschappij Volare Airlines.
USA3000 begon als chartermaatschappij. De eerste vlucht van USA3000 Airlines was op 28 december 2001 van Philadelphia naar Cancún (Mexico). In 2002 begon de luchtmaatschappij met lijnvluchten. Hetzelfde jaar begon het ook op drie bestemmingen in Florida te vliegen.
In mei 2008 beëindigde USA3000 drie van de vier lijnvluchten naar bestemmingen in Florida omdat ze vanwege de hoge brandstofprijzen niet meer rendabel waren. Maar in december 2008 werd een van deze vluchten, naar St. Petersburg (Florida), hervat.
In 2011 besloot de eigenaar van de luchtvaartmaatschappij, Apple Vacations, om USA3000 Airlines op te heffen. De laatste vlucht was op 30 januari 2012.